# Demi Stokes
Demi Lee Courtney Stokes (født 12. december 1991) er en engelsk fodboldspiller der spiller for Manchester City. Hun har tidligere spillet for Sunderland i den engelske FA Women's Super League. Stokes fik debut med Englands kvindefodboldlandshold i januar 2014.